# Gmina Cerna

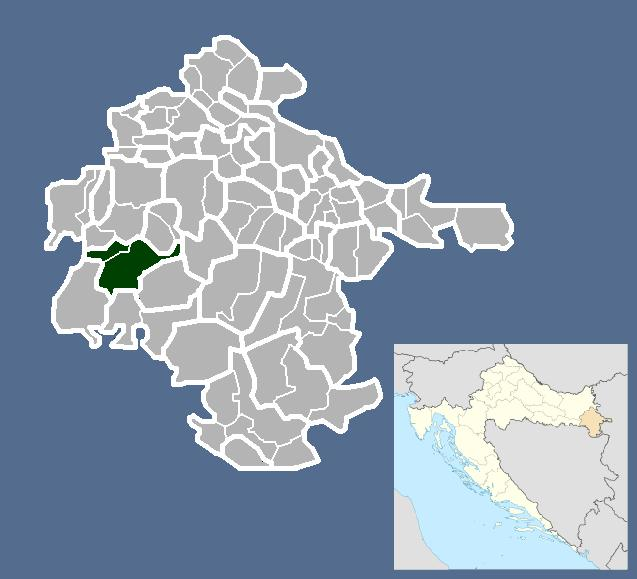
Położenie gminy Cerna na mapie żupanii vukowarsko-srijemskiej

Gmina Cerna (chorw. Općina Cerna) – gmina we wschodniej Chorwacji, w żupanii vukowarsko-srijemskiej.
W skład gminy wchodzą dwie miejscowości – Cerna i Šiškovci. W 2011 roku liczba ludności w całej gminie wyniosła 4595, a w samej wsi Cerna – 3791.
Według danych ze spisu ludności w 2011 roku najliczniejszą grupą etniczną byli Chorwaci (98,96%).